# Девети талас
Девети талас (рус. Девятый вал, Девјатиј вал)  је слика руског сликара Ивана Ајвазовског из 1850. године. То је његово најпознатије дело.
Наслов се односи на стари поморски израз који се односи на талас невероватне величине који долази након низа постепено већих таласа.
Слика приказује море након ноћне олује и људе који се суочавају са смрћу који покушавају да се спасу држећи се крхотина са разбијеног брода. Крхотине, у облику крста, изгледају као хришћанска метафора за спасење од земаљског греха. Слика има топле тонове, који умањују претеће тонове мора, тако да шанса да људи преживе изгледа вероватна. Ова слика показује и деструктивност и лепоту природе.